# Gradishte (Pleven)
Gradishte (búlgaro: Градѝще) es un pueblo de Bulgaria perteneciente al municipio de Levski de la provincia de Pleven.
Se ubica sobre la carretera 303, unos 5 km al sureste de la capital municipal Levski, de la cual está separado por el río Osam, en el límite con la provincia de Veliko Tarnovo.

## Demografía
En 2011 tiene 1194 habitantes, de los cuales el 64,48% son étnicamente búlgaros, el 8,79% gitanos y el 5,77% turcos.
En anteriores censos su población ha sido la siguiente:
| Gráfica de evolución demográfica de Gradishte entre 1934 y 2011 |
|                                                                 |